# NGC 6321
NGC 6321 est une vaste galaxie spirale barrée située dans la constellation d'Hercule. Sa vitesse par rapport au fond diffus cosmologique est de 6 206 ± 7 km/s, ce qui correspond à une distance de Hubble de 91,5 ± 6,4 Mpc (∼298 millions d'al). NGC 6321 a été découverte par l'astronome français Édouard Stephan en 1871.
La classe de luminosité de NGC 6321 est II-III et elle présente une large raie HI.